# Campionati europei di Formula Kite 2025
I Campionati europei di Formula Kite 2025 si sono svolti a Urla, in Turchia, dall'11 al 19 maggio 2025.

## Podi
| Evento                 | Oro              | Argento                | Bronzo              |
| Formula Kite Maschile  | Riccardo Pianosi | Gian Andrea Stragiotti | Cameron Maramenides |
| Formula Kite Femminile | Lauriane Nolot   | Lily Young             | Lysa Caval          |

## Medagliere
| Posiz. | Nazione     | Oro | Argento | Bronzo | Totale |
| ------ | ----------- | --- | ------- | ------ | ------ |
| 1      | Francia     | 1   | 0       | 1      | 2      |
| 2      | Italia      | 1   | 0       | 0      | 1      |
| 3      | Regno Unito | 0   | 1       | 1      | 2      |
| 4      | Svizzera    | 0   | 1       | 0      | 1      |
| Totale | Totale      | 2   | 2       | 2      | 6      |